# Gastrochilus corymbosus
Gastrochilus corymbosus là một loài thực vật có hoa trong họ Lan. Loài này được A.P.Das & Chanda mô tả khoa học đầu tiên năm 1988.